# Leonardo Donato
Leonardo Donato ou Leonardo Donà (né le 12 février 1536 à Venise, alors capitale de la république de Venise et mort dans la même ville le 16 juillet 1612) est le 90e doge de Venise élu en 1606, son dogat dure jusqu'en 1612.
Anti-papiste intransigeant, Leonardo Donato affronte la menace de l'interdit du pape Paul V et après l'avoir subie, il réussit à en faire annuler les effets après une dure bataille théologique.

## Biographie
Fils de  Giovanni Battista et Giovanna Corner, Leonardo Donato étudie la philosophie, l'histoire et les langues anciennes dans les universités de Padoue (où il fait connaissance de Galilée, professeur à l'université de Padoue entre 1592 et 1610) et Bologne. Issu d'une famille de commerçants, Donato dispose d'une richesse somme toute moyenne qui sera accrue par un important legs. On dit que pour bénéficier de ce dernier, il a consulté d'anciens parchemins et étudié les lois successorales. Grâce à cette nouvelle situation, sa carrière progresse rapidement, qui le voit ambassadeur à Constantinople, puis, à Madrid, auprès de l'empereur allemand, podestat, gouverneur et procurateur de Saint-Marc en 1591 et provéditeur de la terre ferme.
Alors qu'il est ambassadeur à Rome, les historiens rapportent la légende selon laquelle le cardinal Borghese, futur pape Paul V, parlant de l'arrogance des Vénitiens envers le pape, aurait dit : « Si j'étais pape, j'excommunierais tous les Vénitiens », auquel Donato aurait répondu : « Si j'étais doge, je rirais de l'excommunication ». Ce récit est évidemment une fiction, mais il illustre l'intransigeance de Donato face à la tentative romaine de soumettre le pouvoir temporel laïc au spirituel. Selon certains, Donato était plus protestant que catholique, mais cette comparaison est considérée comme calomnieuse par beaucoup d'historiens, dont Rendina.

### Le dogat
À la mort du doge Marino Grimani, Donato présente sa candidature. L'élection se prolonge en raison de la présence de deux autres concurrents, dont son successeur Marcantonio Memmo. Finalement, ses adversaires cèdent et il est élu le 10 janvier 1606, presque à l'unanimité.
Homme sévère et sérieux, il n'organise aucune fête pour son élection, et ses relations avec le peuple sont froides et difficiles. Sans perdre de temps, il examine la réclamation pontificale concernant les deux ecclésiastiques arrêtés par son prédécesseur et réagit comme tous s'y attendaient, en la rejetant.
Paul V répond en jetant l'interdit sur la République.
Au lieu de se plier à l'ultimatum, le doge, aidé du savoir en doctrine théologique du frère Paolo Sarpi, répond à son tour par une protestation et tient pour nul l'acte pontifical, ordonnant au clergé de la République de ne pas en faire cas et de continuer à remplir ses fonctions, sous peine d'expulsion immédiate. Les Jésuites, qui ne veulent pas se soumettre à cette injonction, sont chassés et ne peuvent pas revenir avant 1655. Malgré les excommunications « ad personam » de Sarpi et du doge, la situation évolue et le 21 avril 1607, grâce à la médiation française du cardinal François de Joyeuse, un accord est conclu : les deux ecclésiastiques sont confiés à la France en échange de la révocation de l'interdit. La victoire vénitienne est totale, et la tentative de meurtre de Sarpi, par des sbires pontificaux, échoue (5 octobre 1607).
Cependant, les rapports déjà froids entre le doge et la population s'enveniment, au point que Donato limite ses sorties publiques pour éviter les insultes de la part de la foule. De nombreuses calomnies, toutes infondées, circulent sur son compte. Le doge meurt le 16 juillet 1612, sans être trop regretté par le peuple, malgré son habileté politique et sa rigueur morale, qui auraient, peut-être, mérité un plus grand respect.
Son tombeau se trouve au-dessus de l'entrée de la basilique San Giorgio Maggiore de Venise.

## Sources
- (it) Cet article est partiellement ou en totalité issu de l’article de Wikipédia en italien intitulé « Leonardo Donà » (voir la liste des auteurs).

- (de) Cet article est partiellement ou en totalité issu de l’article de Wikipédia en allemand intitulé « Leonardo Donà » (voir la liste des auteurs).